# Resolució 2260 del Consell de Seguretat de les Nacions Unides
La Resolució 2260 del Consell de Seguretat de les Nacions Unides fou adoptada per unanimitat el 20 de gener de 2016. El Consell va acordar reduir el contingent militar de l'Operació de les Nacions Unides a Costa d'Ivori (UNOCI).

## Contingut
Les eleccions presidencials de Costa d'Ivori del 25 d'octubre de 2015 van ser un èxit, un pas crucial cap a la pau i l'estabilitat a llarg termini. Costa d'Ivori també havia avançat significativament en la reconciliació, l'estabilitat, la seguretat, la justícia i la recuperació econòmica. En el seu informe de desembre de 2015, el Secretari General va recomanar que es retirés una quarta part del component militar de la UNOCI. Per tant, el Consell de Seguretat va decidir que aquest component militar es reduiria de 5.437 a 4.000 efectius el 31 de març de 2016.